# George Seatons jaktslott

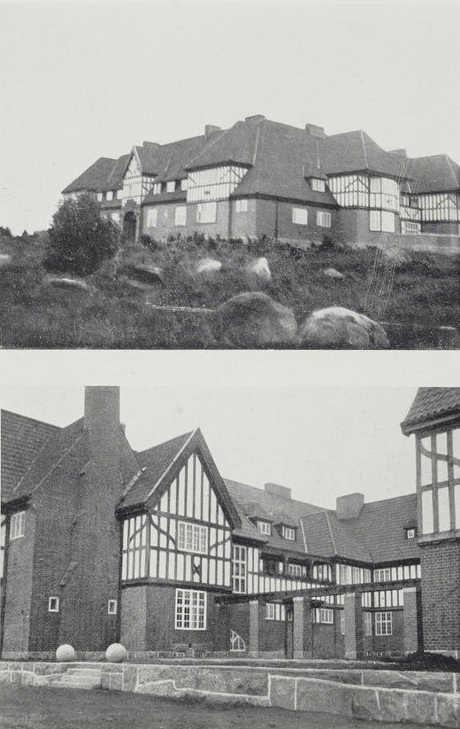
George Seatons jaktslott

George Seatons jaktslott var ett slott på Hyltenäs kulle i Öxnevalla socken, numera i Marks kommun. Ibland har jaktslottet kallats Seatons borg. Det byggdes 1915-1917 och brann ned redan 1923. Platsen där slottet låg är numera naturreservat och ett vackert turistmål. Rester av slottet och trädgården finns kvar att beskåda.

## Drömmen om ett slott
George Seaton (1881-1954) var en förmögen grosshandlare i Göteborg med tycke för naturliv, jakt och fiske. Under många år letade han efter en vacker plats för att bygga sig ett jaktslott på. Flera platser hade diskuterades men till slut så blev platsen Hyltenäs i Öxnevalla socken i Mark. Platsen där han skulle bygga sitt jaktslott, var den nästan 100 meter höga  bergskullen Hyltenäs kulle, även kallad Seatons kulle, mellan 
västra och östra Öresjön och 
med fantastisk utsikt. Området var idealiskt för honom, eftersom han hade tänkt sig att föda upp fasaner och ha fasanjakt. Köpekontraktet för området undertecknades den 20 oktober 1915.
Seaton köpte inte bara kullen utan också de omgivande markerna. Det fanns inte någon väg upp till platån där slottet skulle byggas, så det första som byggdes var en 400 meter lång väg, vilket tog cirka fyra månader.

## Slottsbygget
Slottet ritades av arkitekt Karl Severin Hansson som var från Göteborg. Byggmästaren Olof J Ahlström från Skåne fick i uppdrag att uppföra slottet. Bygget påbörjades 1915 och slottet var i stort sett klart 1916. Mellan 100 och 200 personer jobbade med att bygga slottet.
Ritningar på slottet står inte att återfinna trots intensivt letande. Hur stort huset var är inte riktigt känt, men vid en mätning 1991 befanns att yttermåtten var 41 x 47 meter. Byggnaden var i två våningar. Första våningen var byggd i tegel och den andra var byggd i slamsten och i korsvirkestil. Taket var valmat och täckt med tegel. Slottet hade en borggård som var 18 x 18 meter.
Det har spekulerats i att slottet hade allt mellan 50 rum och 125 rum. Efter mätningarna 1991 har man kommit fram att det fanns omkring 35 rum.

## Slottet tas i bruk
Slottet började användas i början av 1917. Interiören i slotten var mycket påkostad med ädla träslag, dyra oljemålningar, vackra och gedigna möbler. Slottet hade också försetts med central uppvärmning. I stort sett alla rum hade ändå fått utsökta kakelugnar. Huset hade försetts med de senaste tekniska faciliteter man kunde få 1916. Det hade elektricitet och fick strömmen från eget kraftverk som fanns nere vid sjön. För att komma ner till sjön fick man bygga en lång trappa, ca 400 trappsteg. Huset hade även en mycket stor trädgård med buskar, träd och blommor. Det var många gäster som besökte familjen Seatons jaktslott under åren.

## Slottet brinner ner

### Branden
George Seatons slottsperiod blev mycket kort. Familjen Seaton hade ekonomiska problem och var tvungen att lämna slottet. Under en period kunde allmänheten besöka slottet och gå på guidade turer. Kostnaden för en tur i slottet var 1 krona. Paret Seaton hade lämnat Göteborg söndagen den 16 december för att åka till slottet i Hyltenäs för att vara med under packningen av möbler och övriga inventarier.
Den 17 december 1923, klockan fem på morgonen, utbröt en brand på slottet. Elden spred sig snabbt i byggnaden och bara inom några timmar var hela slottet övertänt och branden syntes vida omkring. Elden lämnade bara kvar ytterväggarna efter sig. Det kom inga personer till skada, men inte mycket av inventarierna gick att rädda.

### En olyckshändelse
Branden upptäcktes i fru Seatons klädkammare. Det var troligtvis en spricka i skorstenspipan från eldstaden i Seatons sovrum som hade utlöst branden. Vid en besiktning av brandplatsen den 19 december 1923 blev resultatet att det var en spricka i muren som hade orsakat branden. Det blev inga rättsliga efterspel av branden.

## Efter slottsbranden
Slottsruinen lockade till sig många besökare som ville beskåda ruinen. Eftersom hela källarvåningen fanns kvar och var mycket påkostad så som marmorgolv och kakel på väggarna, började det försvinna mer och mer saker från ruinen. Folk som besökte platsen tog med sig saker från slottet. Så var det även med trädgården som omgav slottet, buskar och träd försvann också. Slottsruinen började rivas 1926. Teglet togs tillvara, rengjordes och såldes vidare. Till slut fanns bara slottsgrunden kvar. Några år senare sålde familjen Seaton slottsområdet på cirka 55 hektar till en privatperson.

## Nutid
Området där slottet låg förföll med åren, men hade sin historiska dragningskraft kvar. Naturen tog över området. Det var inte förrän i början av 1970-talet, då Naturvårdsverket köpte området, som det började röjas upp och området gjordes lättillgängligt för besökare. Numera är det 61 hektar stora området naturreservat.  Det finns vandringsleder i området. Toaletter, eldstäder och bänkar finns för turister och området är handikappsvänligt. Det går att ta sig upp till området med bil och även med buss. Området har fantastisk utsikt över den vackra naturen och sjösystemet som omger kullen.